# 亚历山大·克尼亚泽夫
亚历山大·克尼亚泽夫（俄语：Александр Князев，1976年7月19日—），俄罗斯晶体化学专家、物理化学家。下诺夫哥罗德国立大学教授、化学系副系主任、化学研究所副所长、基础无机化学新材料相关课题博士生导师。1998年毕业于下诺夫哥罗德国立大学，2000年获得副博士学位，2009年获得化学博士学位，2011年受聘为教授。

## 履历
于国内外知名刊物发行220余篇学术文章，主要著有三本专业领域书籍及三本专业教学参考书。赫希索引第13位（2019年1月，Web of Science网站）。2015年俄罗斯国际化学技术峰会（RCCT-2015）副主席。

## 研究领域
- 晶体化学
- 无机、有机化合物化学热力学
- 放射化学

## 相关科研组织职务
- 俄罗斯联邦教育部高等教育认证委员会专家组成员
- 俄罗斯联邦科学技术领域专家顾问
- 联邦学位论文评审组成员
- 俄罗斯科学院化学热力学与热化学学术委员会 学术秘书
- 下诺夫哥罗德国立大学化学系学术委员会成员
- 下诺夫哥罗德国立大学化学研究所学术委员会成员

## 主要编写书籍
- 钍：化学性质、应用和环境影响。——钍元素含氧化物的热物理学和热力学性质 [5]
- 磷灰石：合成、结构特征和生物学应用。——高温X射线粉末衍射法分析测定磷灰石，及对其热变形的结构解释
- 铀：勘探、采集及环境影响。——铀矿的热力学特征。